# Brewster SB2A Buccaneer
Brewster SB2A Buccaneer là một loại máy bay ném bom/trinh sát trang bị cho Hải quân Hoa Kỳ đầu thập niên 1940. Nó cũng được trang bị cho Quân đoàn không quân Lục quân Hoa Kỳ.

## Biến thể
XSB2A-1 Buccaneer
(Model 340-7) Mẫu thử, 1 chiếc.
SB2A-2
(Model 340-20) Phiên bản sản xuất đầu tiên. 80 chiếc.
SB2A-3
(Model 340-26) Có móc hãm và cánh gấp để hoạt động trên tàu sân bay. 60 chiếc.
SB2A-4
(Model 340-17) Phiên bản cho Hà Lan. 162 chiếc.
A-34 Bermuda
Định danh máy bay cho chương trình Thuê-Vay dành cho Anh, nhưng không chế tạo.
Bermuda Mk.1
Model 340-14 cho Anh. 468 chiếc.
R340
Định danh của Không quân Lục quân Hoa Kỳ cho máy bay Bermuda I, vốn không chuyển cho Anh. Nó được dùng làm máy bay huấn luyện.

## Quốc gia sử dụng
Canada
- Không quân Hoàng gia Canada

 Anh Quốc
- Không quân Hoàng gia
- Không quân Hải quân Hoàng gia

 United States

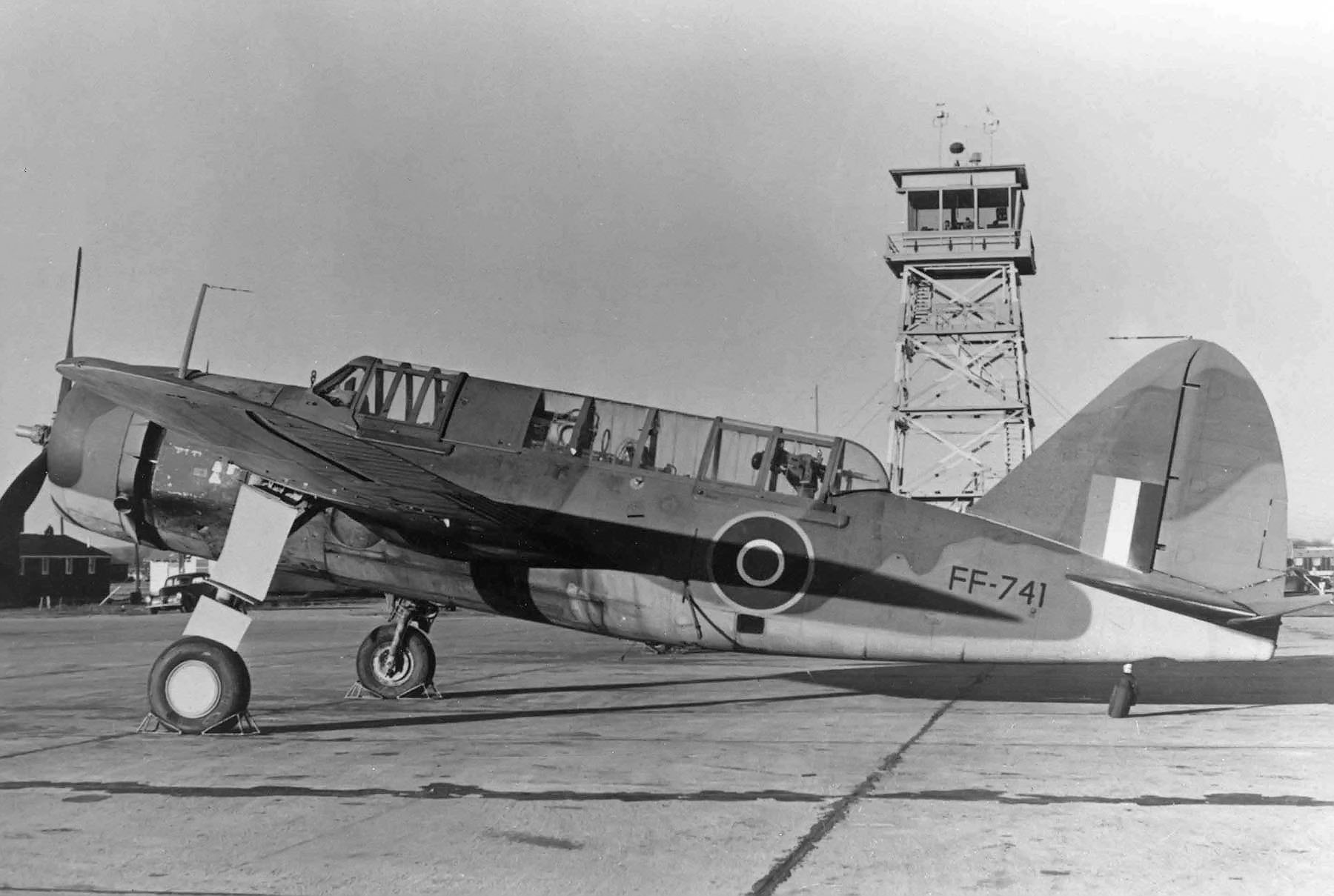
Bermuda I của Không quân Hoàng gia Anh

- Quân đoàn Không quân Lục quân Hoa Kỳ
- Hải quân Hoa Kỳ
- Thủy quân lục chiến Hoa Kỳ

## Tính năng kỹ chiến thuật (SB2A-2)
Dữ liệu lấy từ United States Navy Aircraft since 1911 
Đặc điểm tổng quát
- Kíp lái: 2
- Chiều dài: 39 ft 2 in (11,94 m)
- Sải cánh: 47 ft 0 in (14,33 m)
- Chiều cao: 15 ft 5 in (4,70 m)
- Diện tích cánh: 379 ft² (35,2 m²)
- Trọng lượng rỗng: 9.924 lb (4.501 kg)
- Trọng lượng cất cánh tối đa: 14.289 lb (6.495 kg)
- Động cơ: 1 × Wright R-2600-8, 1.700 hp (1.268 kW)

 Hiệu suất bay 
- Vận tốc cực đại: 274 mph (238 kn, 441 km/h)
- Tầm bay: 1.675 mi (1.455 nmi, 2.696 km)
- Trần bay: 24.900 ft (7.590 m)

Trang bị vũ khí

- Súng: 

  - 2 × súng máy M2 Browning.50 in (12.7 mm)
  - 4 × súng máy M1919 Browning.30 in (7.62 mm)
- Bom: 1.000 lb (450 kg)